# Агентство по контролю над вооружениями и разоружению
Агентство США по контролю над вооружениями и разоружению (англ. Arms Control and Disarmament Agency, ACDA) — независимое агентство правительства США, существовавшее с 1961 по 1999 год. Создано для укрепления национальной безопасности Соединенных Штатов путем «формулирования, пропаганды, ведения переговоров, реализации и проверки эффективного контроля над политикой, стратегией и соглашениями в области вооружений, нераспространения и разоружения». Агентство обеспечило полную интеграцию контроля над вооружениями в процессе разработки и проведения политики национальной безопасности США.
Агентство также проводило, поддерживало и координировало исследования по формулированию политики контроля над вооружениями и разоружения, готовила и управляла участием США в международных переговорах по контролю над вооружениями и разоружению, а также готовила, управляла и направляла участие США в международных системах контроля над вооружениями и разоружения.

## Создание

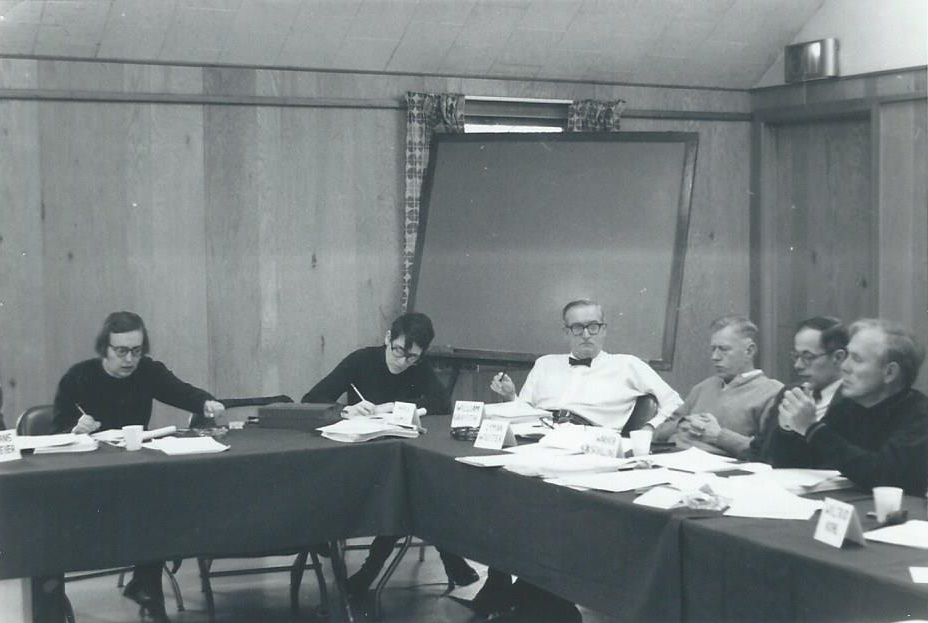
Ученые обсуждают вопросы американской оборонной политики и европейской безопасности во время встречи ACDA 1969 года на озере Мохонк, Нью-Йорк.

Агентство было создано в соответствии с Законом о контроле над вооружениями и разоружении, который вступил в силу 26 сентября 1961 года. Законопроект 9118 был разработан советником президента Джоном Дж. Макклоем. Предшественником агентства было Управление по разоружению, работавшее при Государственном департаменте США с 1960 по 1961 год.

## Миссия

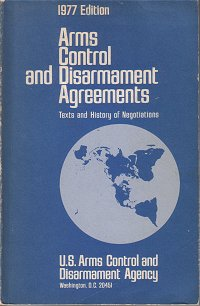
Обложка отчета ACDA 1977 года об истории соглашений о контроле над вооружениями

В 1970-е годы агентство занималось изучением возможностей стратегических вооружений Советского Союза и Китайской Народной Республики. Возможности электронной разведки Соединенных Штатов были расширены за счет исследований федеральных агентств и частных подрядчиков с использованием радиочастотных и оптических технологий. Теория этой миссии заключалась в том, что более четкое понимание стратегических возможностей других стран было важным начальным шагом в предотвращении ядерной войны.

## Реорганизация

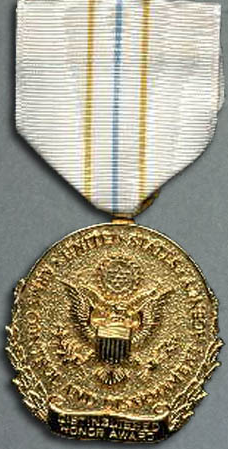
Сотрудники, работающие в ACDA, имели право на получение почетных наград.

В 1997 году администрация Клинтона объявила о частичной интеграции агентства с Государственным департаментом в рамках переосмысления работы агентств, реализующих внешнюю политику страны. Директор агентства с этого времени одновременно занимал должности заместителя государственного секретаря по контролю над вооружениями и вопросам международной безопасности, а также старшего советника президента и государственного секретаря по контролю над вооружениями, нераспространению и разоружению. Он общался с президентом США через госсекретаря.
В качестве старшего советника президента заместитель министра присутствовал и участвовал по указанию президента в Совете национальной безопасности и заседаниях, касающихся контроля над вооружениями, нераспространения и разоружения, и имел право общаться через государственного секретаря с президентом и с членами СНБ по вопросам контроля над вооружениями, нераспространения и разоружения.

## Закрытие
С 1 апреля 1999 года агентство было упразднено, а его функции переданы Государственному департаменту. Решение о закрытии вступило в силу 21 октября 1998 года. Функции директора агентства были заменены заместителем государственного секретаря по контролю над вооружениями и вопросам международной безопасности, а также старшим советником президента и государственного секретаря по контролю над вооружениями, нераспространению и разоружению. Агентство вместе с Бюро по военно-политическим вопросам Госдепартамента были переданы заместителю министра по контролю над вооружениями и международной безопасности и образовали четыре структуры:
- Бюро по военно-политическим вопросам,
- Бюро по контролю над вооружениями,
- Бюро по нераспространению,
- Бюро по проверке и соответствию.

В последующие годы произошли дополнительные реорганизации функции контроля над вооружениями, и с 2023 года эти функции выполняют три органа:
- Бюро по военно-политическим вопросам,
- Бюро по контролю над вооружениями, проверке и соблюдению требований,
- Бюро международной безопасности и нераспространения.

## Список директоров
Директорами Агентства по контролю над вооружениями и разоружению были: 
- Уильям Чепмен Фостер[англ.] (1961–68)
- Джерард Смит[англ.] (1969–73)
- Фред Икле[англ.] (1973–77)
- Пол Варнке[англ.] (1977–78)
- Джордж Сеньиус[англ.] (1978–80)
- Ральф Эрл[англ.] (1980–81)
- Юджин Ростоу[англ.] (1981–83)
- Кеннет Адельман[англ.] (1983–87)
- Уильям Бернс[англ.] (1988–89)
- Рональд Леман[англ.] (1989–93)
- Джон Холум[англ.] (1993–99)

## Внешние ссылки
- Агентство по контролю над вооружениями и разоружению в проекте «Гутенберг»Works
- Peters, Gerhard; Woolley, John T. John F. Kennedy: "Message to the Congress Transmitting First Annual Report of the U.S. Arms Control and Disarmament Agency.," February 1, 1962. The American Presidency Project. University of California - Santa Barbara.
- Records of the U.S. Arms Control and Disarmament Agency – National Archives